# امان‌الله گشتاسبی
امان‌الله گشتاسبی (زادهٔ ۱۳۴۴) سرتیپ سپاه پاسداران انقلاب اسلامی است، که هم‌اکنون فرماندهی قرارگاه حمزه سیدالشهدا را برعهده دارد و فرمانده ارشد سپاه در استان‌های آذربایجان غربی و کردستان است.
وی فعالیت نظامی را از سال ۱۳۶۱ به‌عنوان نیروی داوطلب در بسیج آغاز کرد، سپس در سال ۱۳۶۲ به سپاه پاسداران پیوست و در خلال جنگ ایران و عراق مراتب فرماندهی دسته، گروهان و گردان را در لشکر ۱۹ فجر، لشکر ۲۵ کربلا و تیپ ۴۸ فتح طی نمود.
گشتاسبی از ۱۳۸۷ تا ۱۳۸۸ جانشین فرمانده سپاه فتح کهگیلویه و بویراحمد بود، تا ۱۳۹۲ به‌عنوان فرمانده تیپ ۱۱۰ سلمان فارسی فعالیت می‌کرد و از ۱۳۹۲ تا ۱۳۹۳ فرماندهی تیپ نیروی ویژه صابرین را برعهده داشت. وی در فاصله سال‌های ۱۳۹۳ تا ۱۳۹۹ جانشین فرمانده قرارگاه قدس بود، از ۱۳۹۷ تا ۱۳۹۹ به‌عنوان فرمانده سپاه سلمان سیستان و بلوچستان فعالیت می‌کرد، از ۱۴۰۰ تا ۱۴۰۲ معاون بازرسی نیروی زمینی سپاه پاسداران بود و از تیرماه ۱۴۰۲ تا اسفند ۱۴۰۳ فرماندهی سپاه بیت‌المقدس کردستان را برعهده داشت.

## تحریم‌ها
وزارت خزانه‌داری آمریکا در ۲۴ آوریل ۲۰۲۳ گشتاسبی را به همراه ۳ نفر دیگر از فرماندهان سپاه پاسداران و  نیروی انتظامی به‌علت سرکوب خشونت آمیز اعتراضات در ایران، تیراندازی نیروهای تحت امر وی به سمت شهروندان بلوچ و  نقض حقوق بشر تحریم کرد.